# Bhante
Bhante ist ein Wort aus der Sprache der Ur-Texte des Buddhismus, dem Pali, und bedeutet Herr  oder Ehrwürdiger.
Es dient als ehrerbietende Anredeform für buddhistische Bhikkhus, die Mönche. Gelegentlich wird sie auch gegenüber Buddha selbst gebraucht, der jedoch meist als bhadante angesprochen wird, einem Ersatzwort für die fehlende Anredeform von bhagavant "Erhabener".
- Siehe auch Buddhistisches Mönchtum